# Транспорт Швеції
Транспорт Швеції представлений автомобільним , залізничним , повітряним , водним (морським, річковим і озерним)  і трубопровідним , у населених пунктах  та у міжміському сполученні діє громадський транспорт пасажирських перевезень. Площа країни дорівнює 450 295 км² (56-те місце у світі). Форма території країни — видовжена в субмеридіональному напрямку; максимальна дистанція з півночі на південь — ????км, зі сходу на захід — ????км. Географічне положення Швеції дозволяє контролювати морські транспортні шляхи між акваторіями Північного і Балтійського морів через Данські протоки; автомобільне сполучення з материком для Норвегії та Фінляндії через Ересуннський міст; поромне сполучення з країнами Балтії.

## Автомобільний
Загальна довжина автошляхів у Швеції, станом на 2007 рік, дорівнює 579 564 км, з яких 135 444 км із твердим покриттям (1 913 км швидкісних автомагістралей) і 444 412 км без нього (13-те місце у світі). Загальнодержавні автошляхи — 104 705 км; приватні — 433 034 км; муніципальні — 41 825 км. На початку 1978 року в країні налічувалося 2,9 млн легких автомобілів і 182 тис. вантажівок, автобусів. Автомагістралі з'єднують через Ересуннський міст міста Стокгольм, Гетеборг, Уппсала і Уддевалла. Система автодоріг розширюється. Найдовша безперервна автомагістраль Вернаму-Євле (; має 585 км довжини) і Раббалшеде-Веллінге (, 412 км довжини). 2013 року була продовжена автомагістраль між шведським Треллеборгом і столицею Норвегії, містом Осло.

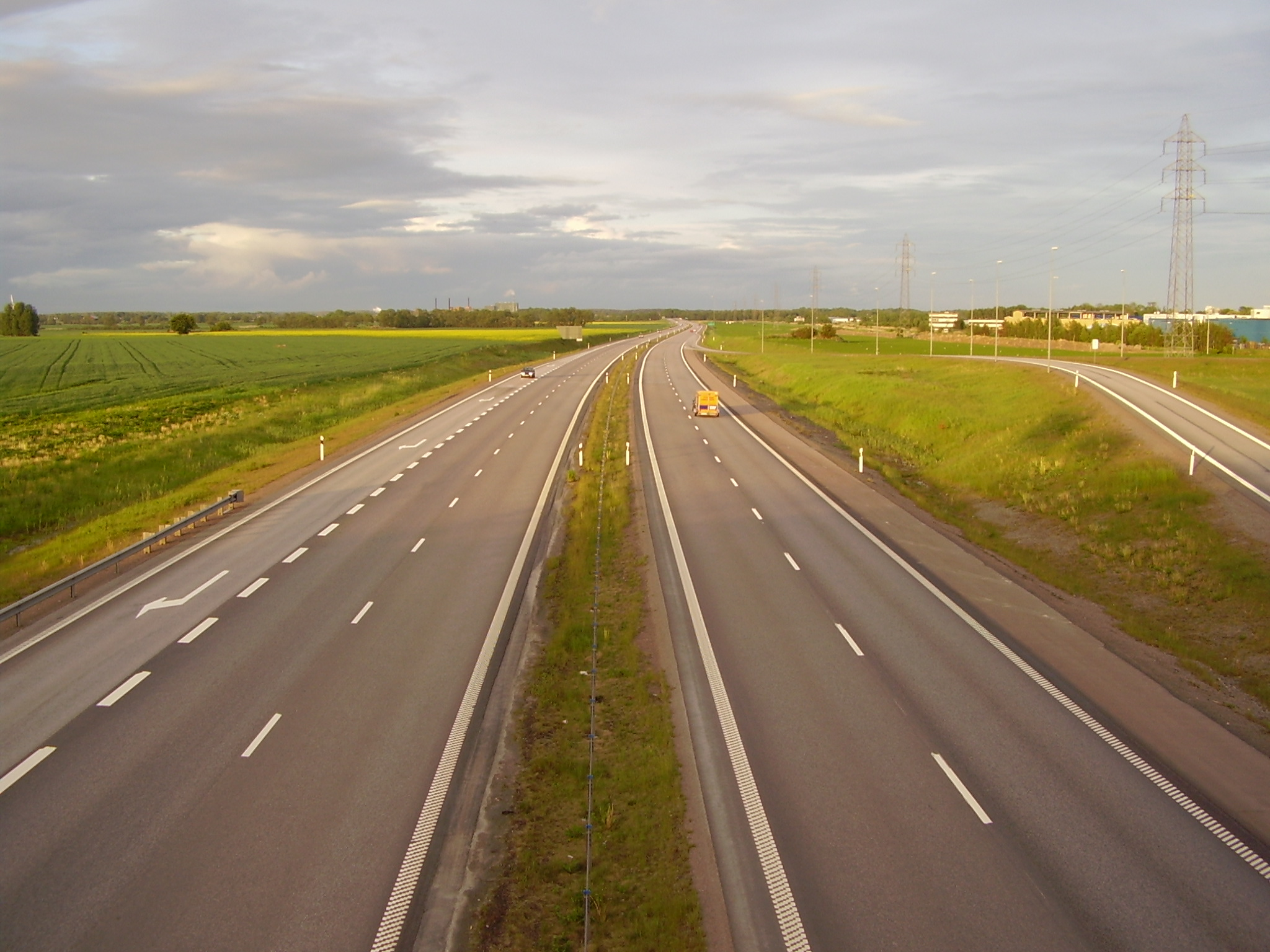
Траса Е4, Лінчепінг
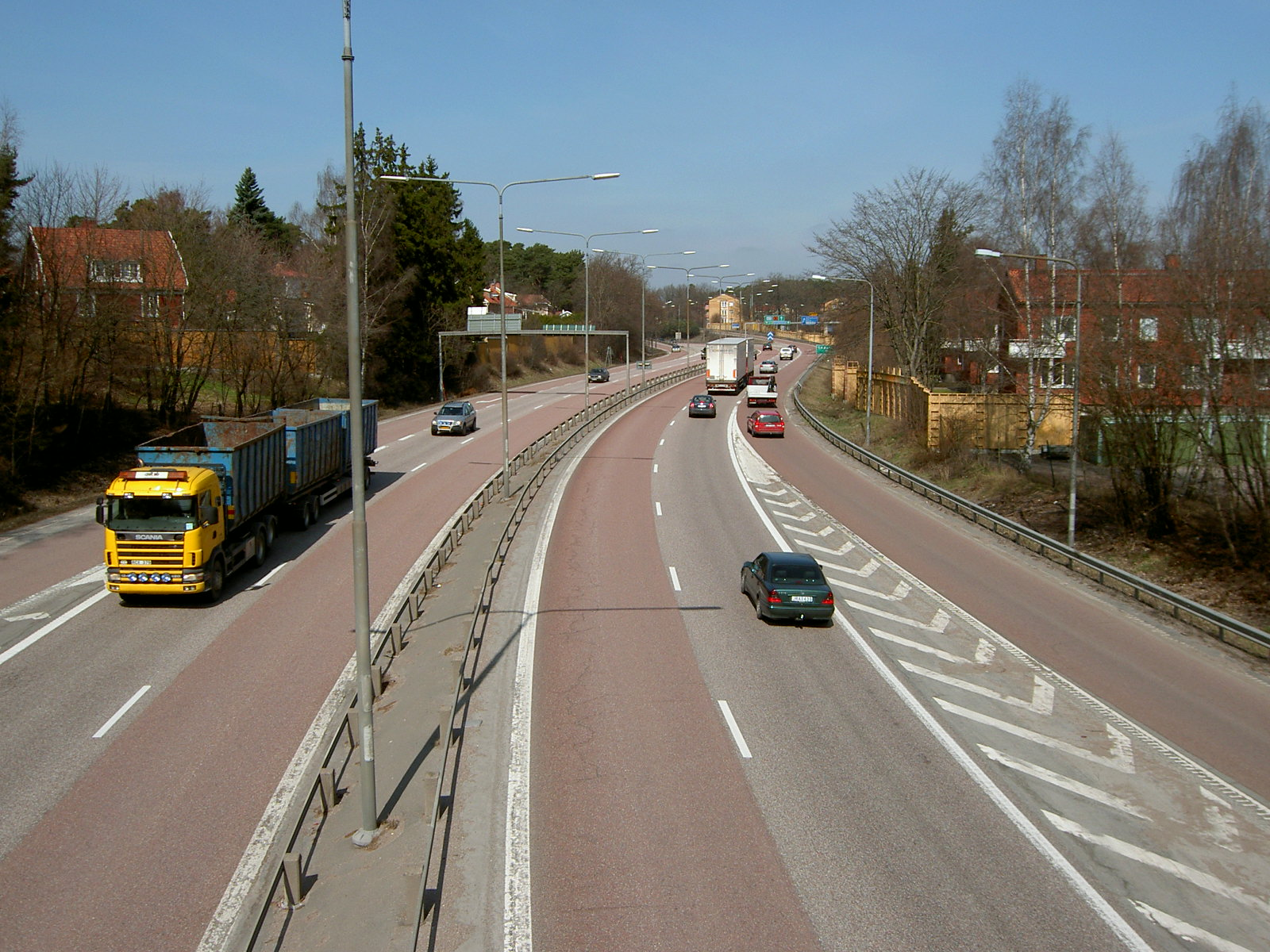
Траса Е18, Вестерос
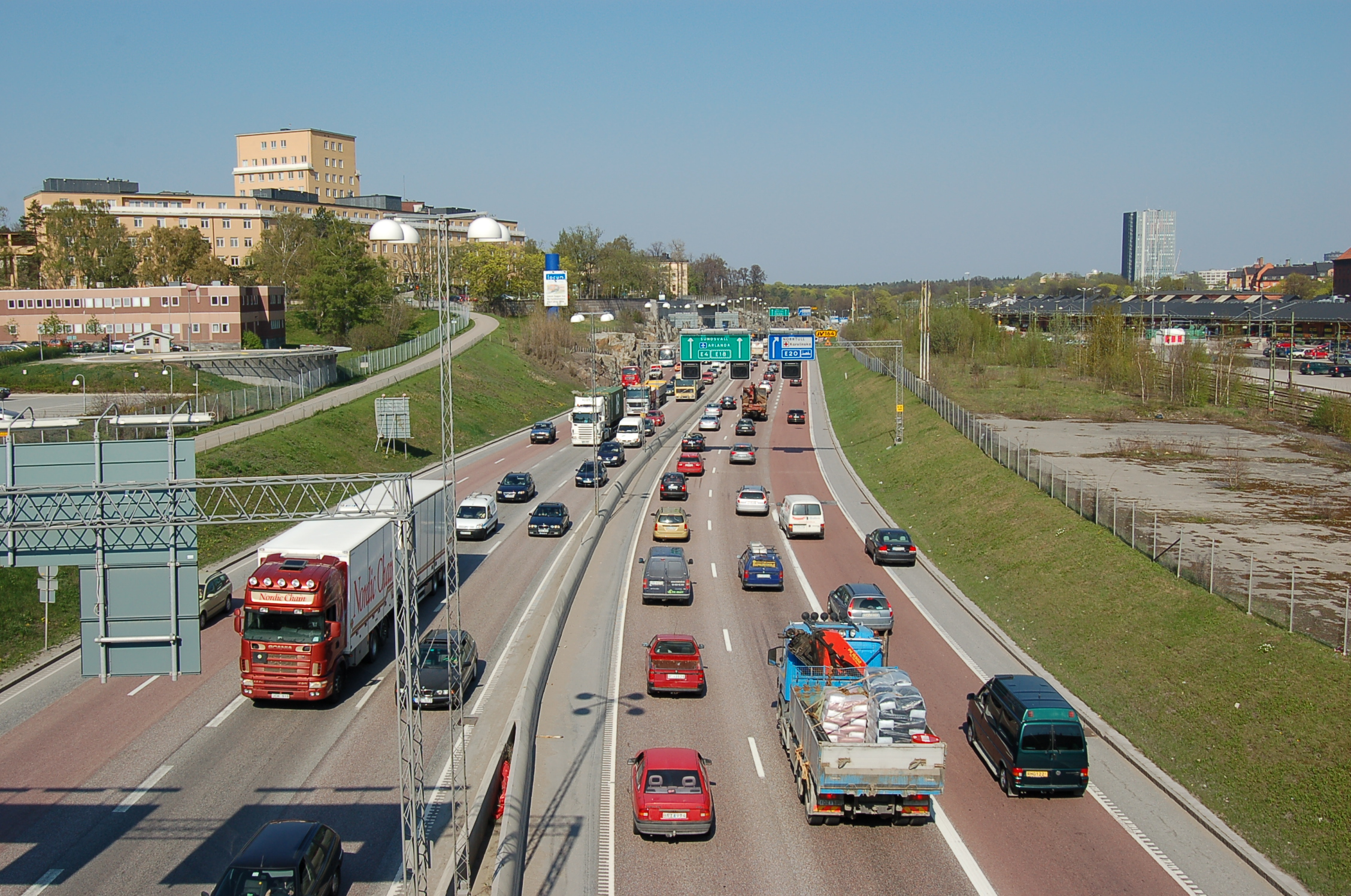
Об'їзд навколо Стокгольма

Лівосторонній рух (швед. Vänstertrafik) в країні діяв приблизно від 1736 року, що часто призводив до аварій відвідувачів цієї країни. 1955 року було проведено референдум стосовно цього питання і 1963 року, на виконання його рішень, Риксдаг прийняв закон про перехід на правосторонній рух. Перехід відбувся о 5 годині ранку в неділю 3 вересня 1967 року, у так званий «день H» швед. Dagen H, постійний правосторонній рух (швед. Högertrafik). Оскільки шведські автомобілі були з лівостороннім керуванням, експерти припустили, що зміни їзди по праву сторону призведуть до скорочення аварій, через те, що водії матимуть кращий огляд дороги попереду. Дійсно, у результаті такої реформи кількість смертельних аварій і нещасних випадків з участю пішоходів за статистикою різко знизилася. Але було це ймовірно через водіїв, котрі намагалися спочатку бути більш обережними, через дуже суттєве[уточнити] обмеження швидкості. Але статистика нещасних випадків незабаром повернулася в майже такий же стан, як і раніше.

## Залізничний
У внутрішньому вантажообігу переважають залізничні перевезення, що відчувають швидкоплинну конкуренцію з боку автомобільного транспорту. Загальна довжина залізничних колій країни, станом на 2014 рік, становила 11 915 км (21-ше місце у світі), з яких 11 850 км (4 фута 8 1/2 дюйма) стандартної 1435-мм колії (7 567 км електрифіковано), 65 км вузької 891-мм колії (2 фута 11 1/10 дюйма), повністю електрифікованої. Довжина залізничної мережі поступово скорочується: 16 тис. км у 1950-х роках, 12,1 тис. км у 1970-х.

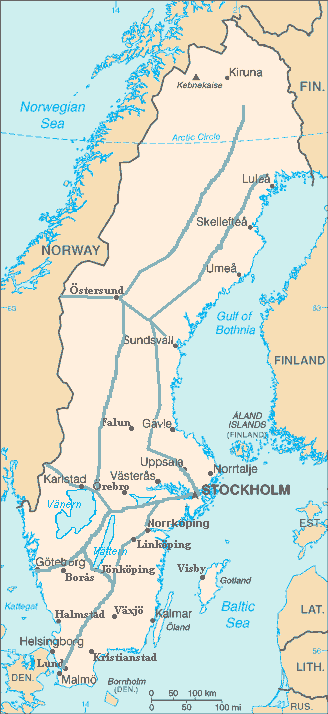
Карта-схема залізничних ліній Швеції
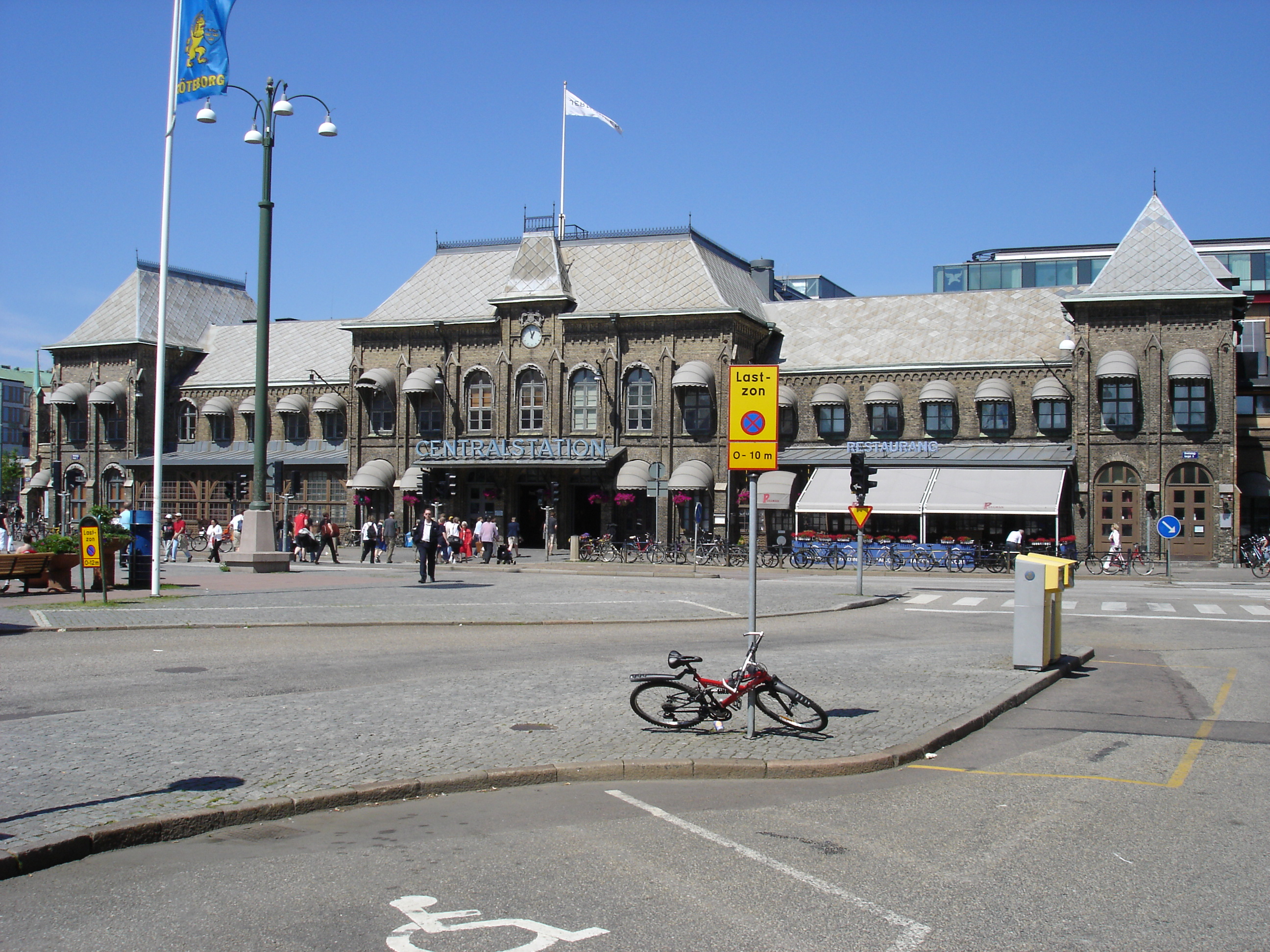
Головний залізничний вокзал у Гетеборзі
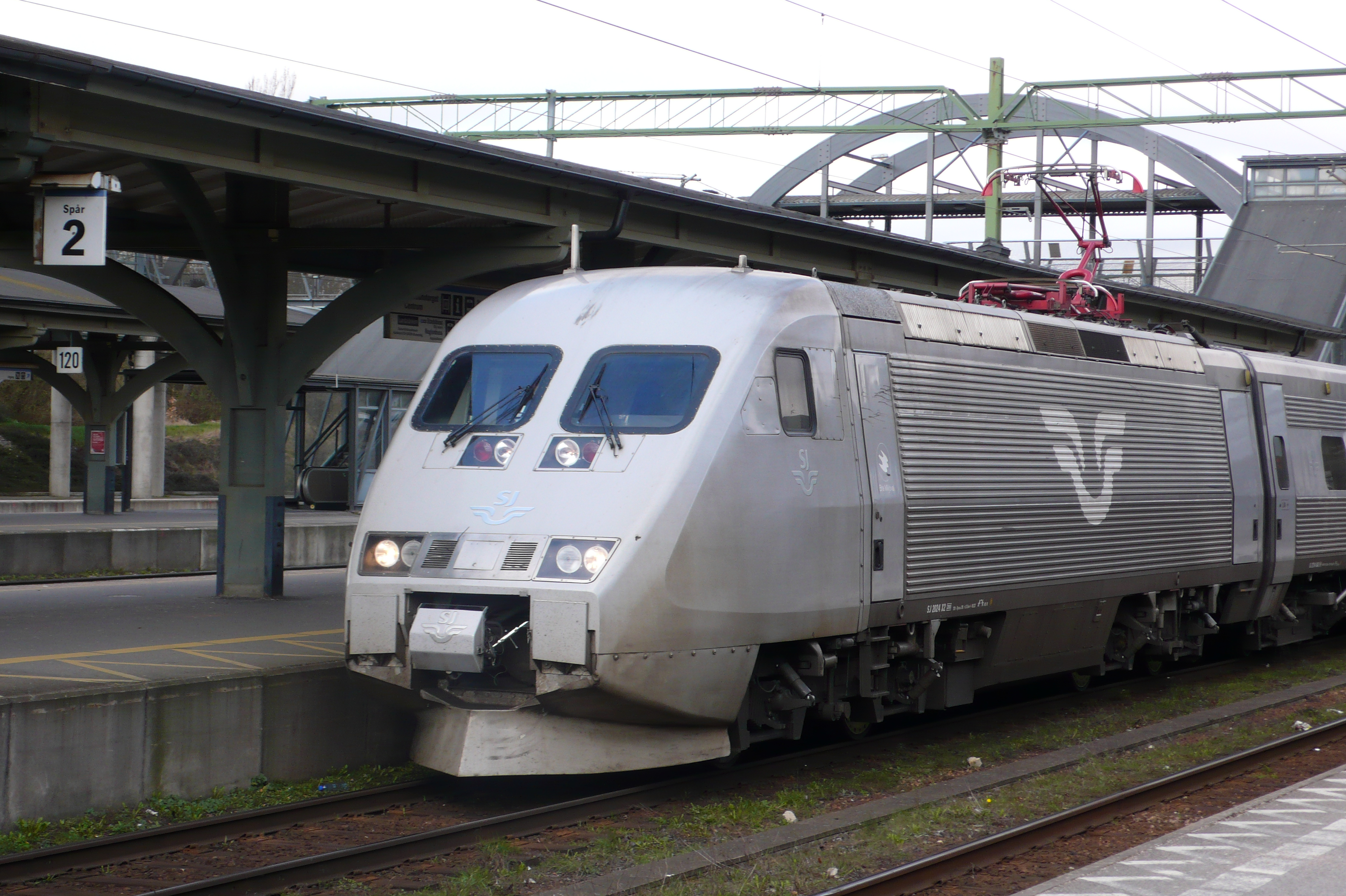
Потяг «SJ AB»
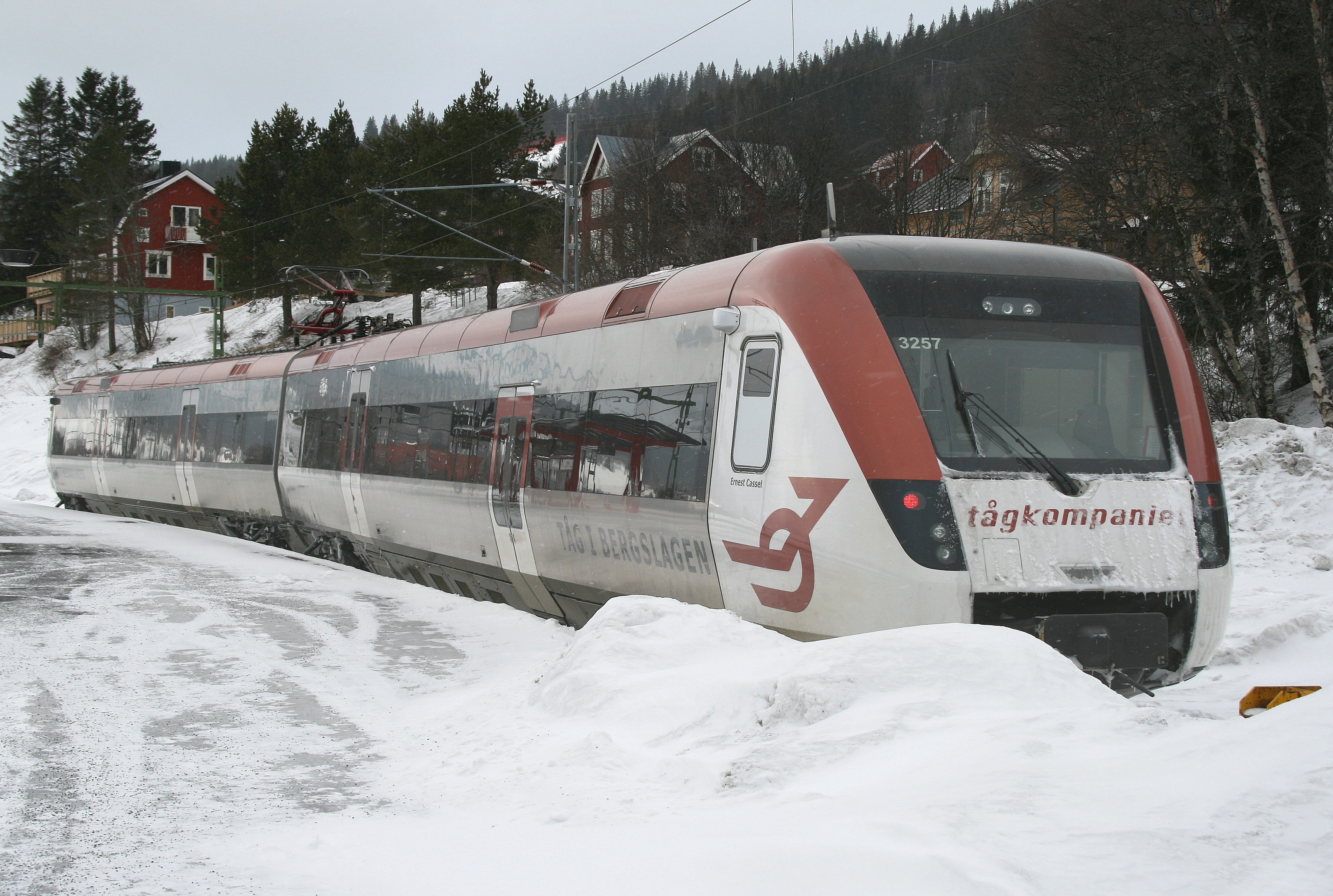
Потяг «Tågkompaniet»
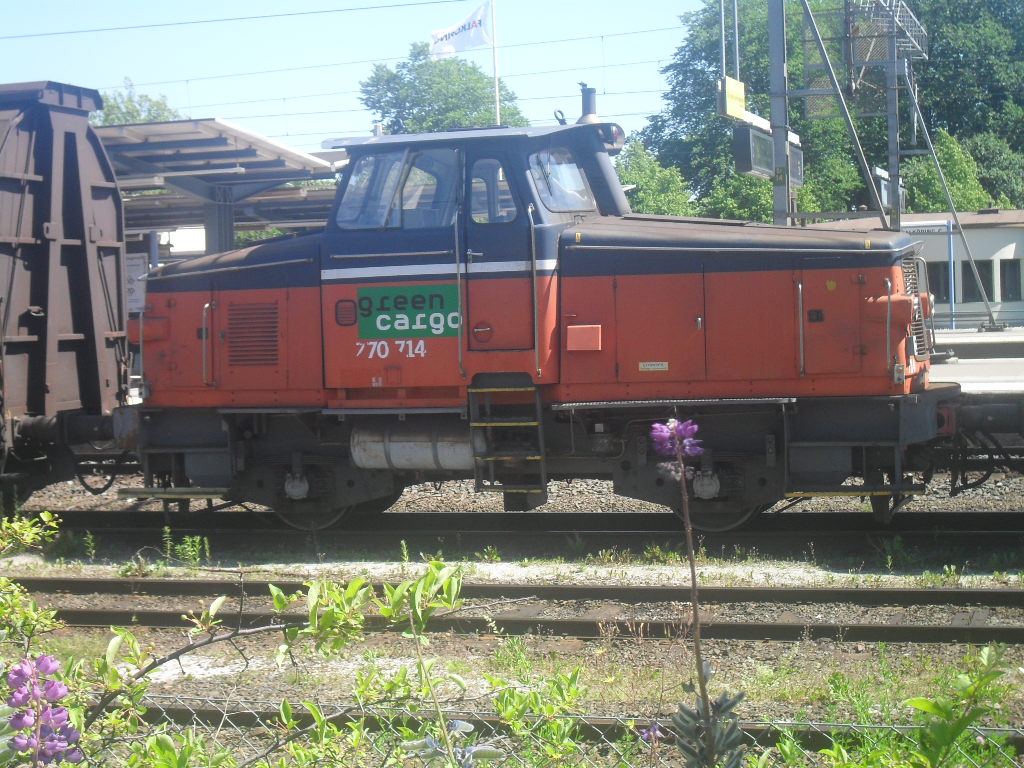
Потяг «Green Cargo»

Великими перевізником є державна пасажирська компанія «SJ AB», дансько-британська компанія DSBFirst, вантажна компанія Green Cargo та Tågkompaniet. Операції з інвестицій, придбання квитків, маркетингу і фінансування місцевих пасажирських залізничних перевезень фактично здійснюється за допомогою перерахованих вище компаній.
Залізницею можна потрапити до:
- Данії, через Ересуннскій міст. Стандарти ширини колії однакові. Змінний струм — 15kVAC/25kVAC, тому потяг перетинає кордон без затримки.
- Фінляндії, лінія «Торніо — Гапаранда». Між стандартами колій Швеції та Фінляндії є розбіжність: 1435 мм (4 фута 8 1/2 дюйма) та 1524 мм (5 футів) — різні колії. Тому всі вантажні вагони перевантажують, пасажирські перевезення відсутні.
- Норвегії, лінії Kornsjø (Гетеборг — Осло), Charlottenberg-Eda (Стокгольм —Осло), Storlien (Естерсунд — Тронгейм), Riksgränsen (Нарвік — Кіруна), Storlien-Trondheim — не електрифікована для тепловозів.

## Повітряний
У країні, станом на 2013 рік, діє 231 аеропорт (25-те місце у світі), з них 149 із твердим покриттям злітно-посадкових смуг і 82 із ґрунтовим. Найбільші аеропорти: Єнчепінг, Лулео, Стуруп (Мальме), Арланда (Стокгольм), Бромма (Стокгольм), Скавста (Стокгольм), Ландветтер (Гетеборг), Гетеборг-Сіті, Умео, Векше. Аеропорти країни за довжиною злітно-посадкових смуг розподіляються наступним чином (у дужках окремо кількість без твердого покриття):
- довші за 10 тис. футів (>3047 м) — 3 (0) — Арланда, Ландветер, Лулео;
- від 10 тис. до 8 тис. футів (3047-2438 м) — 12 (0);
- від 8 тис. до 5 тис. футів (2437—1524 м) — 75 (0);
- від 5 тис. до 3 тис. футів (1523—914 м) — 22 (5);
- коротші за 3 тис. футів (<914 м) — 37 (77)[1].

У країні, станом на 2015 рік, зареєстровано 8 авіапідприємств, які оперують 219 повітряними суднами. За 2015 рік загальний пасажирообіг на внутрішніх і міжнародних рейсах становив 11,62 млн осіб. 2015 року повітряним транспортом перевезення вантажів, окрім багажу пасажирів, не здійснювалось.
У країні, станом на 2013 рік, споруджено і діє 2 гелікоптерні майданчики. Кожна лікарня, аеропорт і військова база Швеції має виділений майданчик для приземлення гвинтокрила.

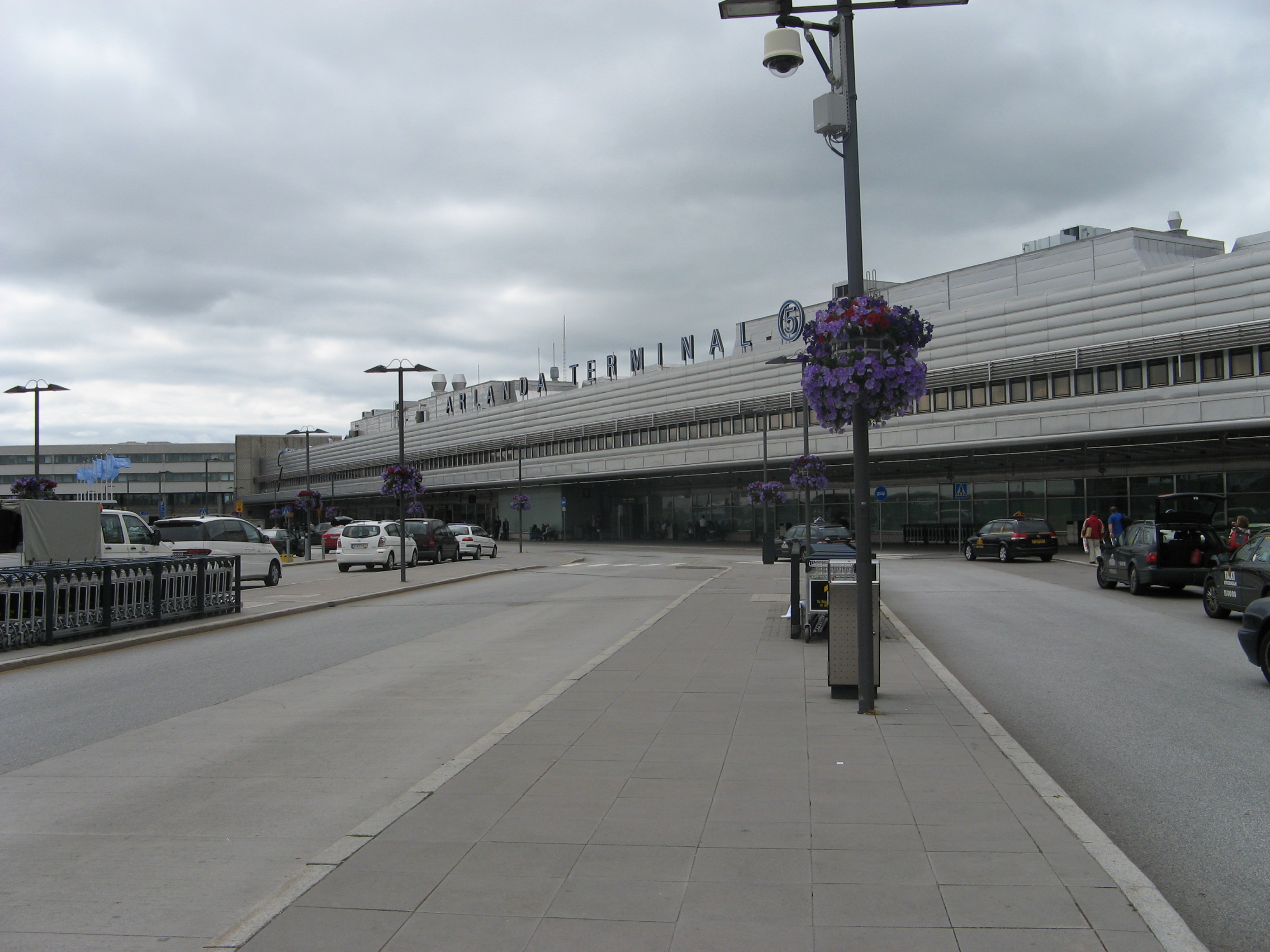
Термінал № 5 аеропорту «Арланда» (Стокгольм)
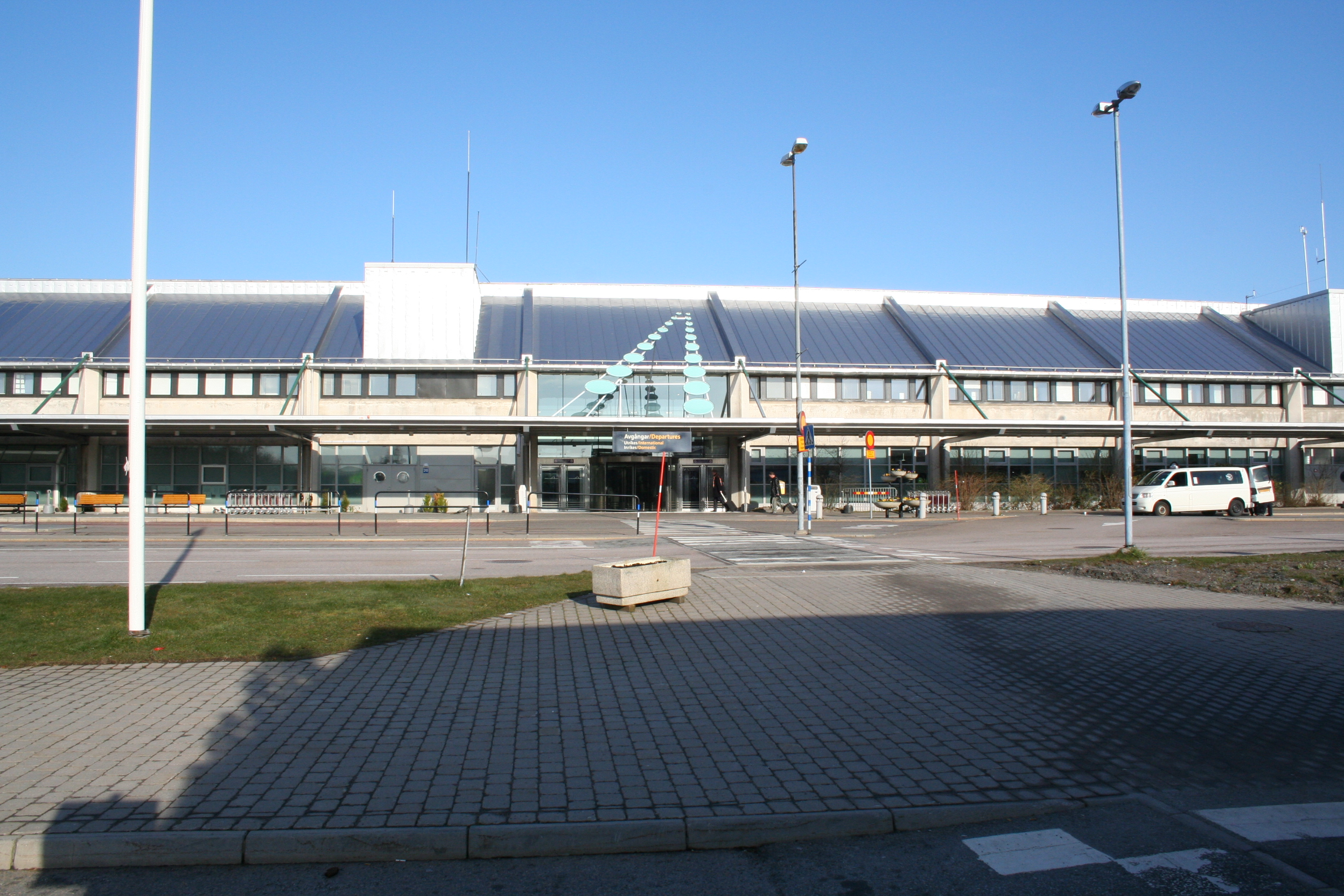
Аеропорт «Гетеборг-Ландветер»
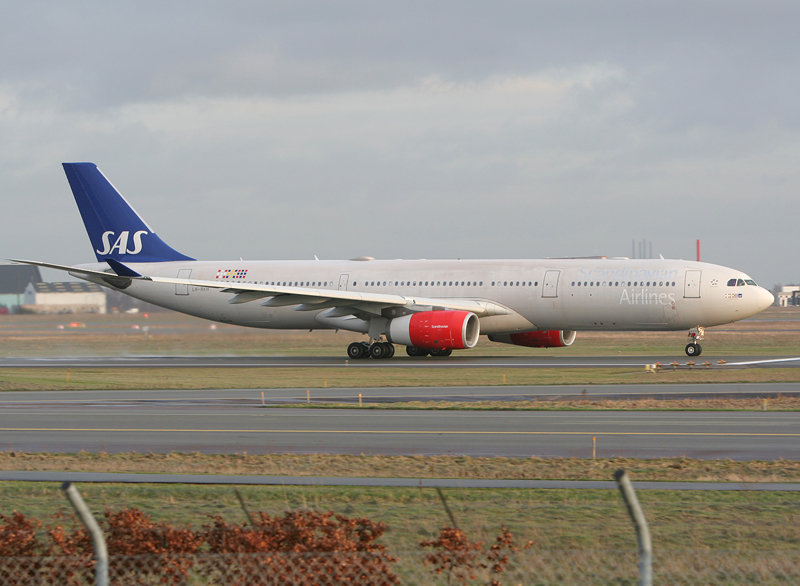
Рейс авіалайнеру Scandinavian Airlines System (SAS)

Швеція є членом Міжнародної організації цивільної авіації (ICAO). Згідно зі статтею 20 Чиказької конвенції про міжнародну цивільну авіацію 1944 року, Міжнародна організація цивільної авіації для повітряних суден країни, станом на 2016 рік, закріпила реєстраційний префікс — SE, заснований на радіопозивних, виділених Міжнародним союзом електрозв'язку (ITU). Аеропорти Швеції мають літерний код ІКАО, що починається з — ES.

## Водний

### Морський
Головні морські порти країни: Брофйорден, Гетеборг, Гельсінгборг, Карлсхамн, Лулео, Мальме, Стокгольм, Треллеборг, Вісбю. Інші порти і гавані: Євле, Гальмстад, Худіксвалль, Кальмар, Капеллхор, Норрчепінг, Лідчепінг, Карлскруна, Сундсвалль, Нюнесхамн, Сольвесборг, Варберг, Вестерос. СПГ-термінали для імпорту скрапленого природного газу діють у портах: Бруннсвіксголм, Люсекіл. Річний вантажообіг головних морських портів 1975 року становив: Гетеборг — 20,2 млн тонн, Лулео — 7,7 млн тонн, Гельсінгборг — 6,7 млн тонн, Стокгольм — 5,5 млн тонн.

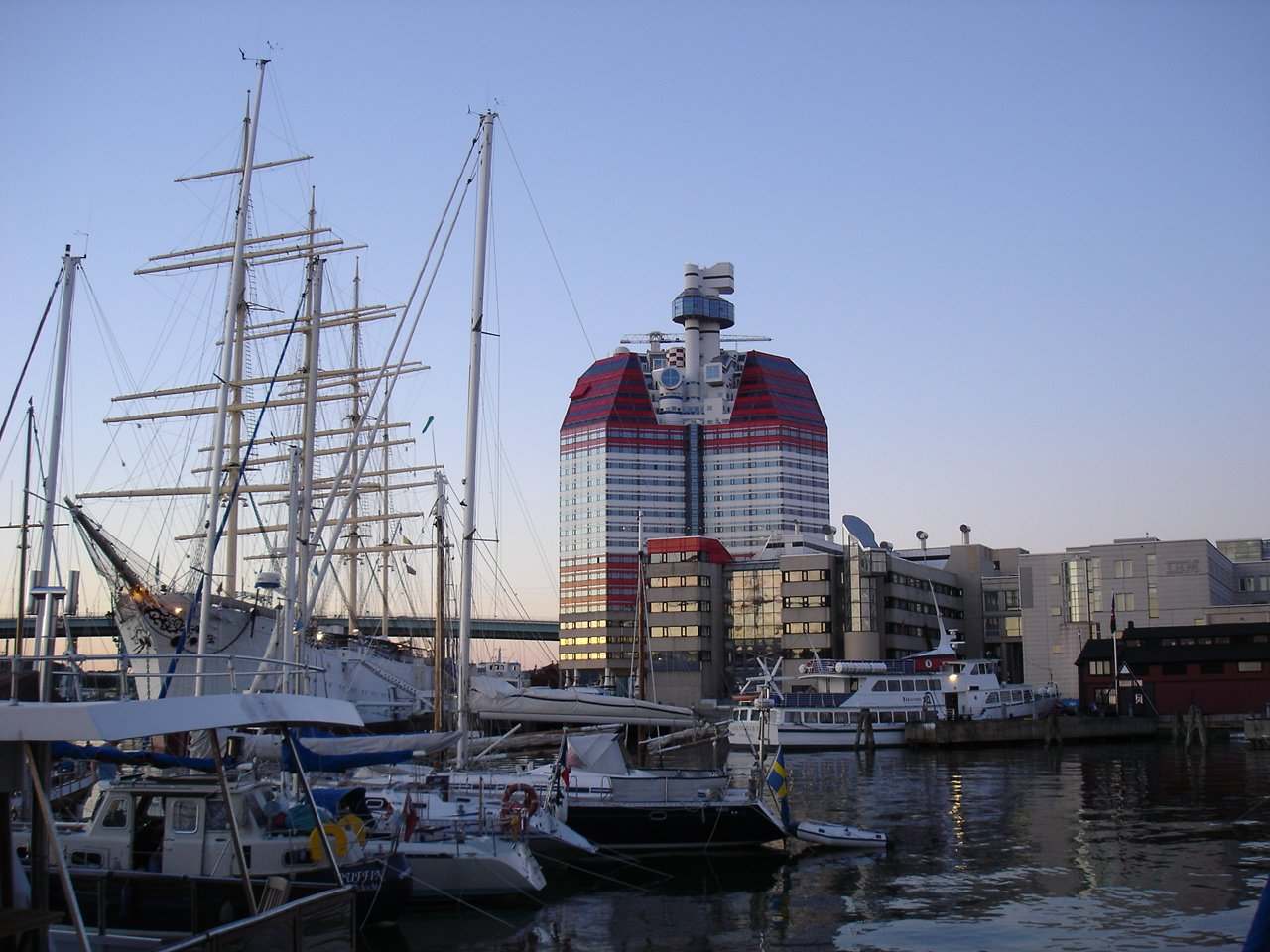
Гетеборзький морський порт
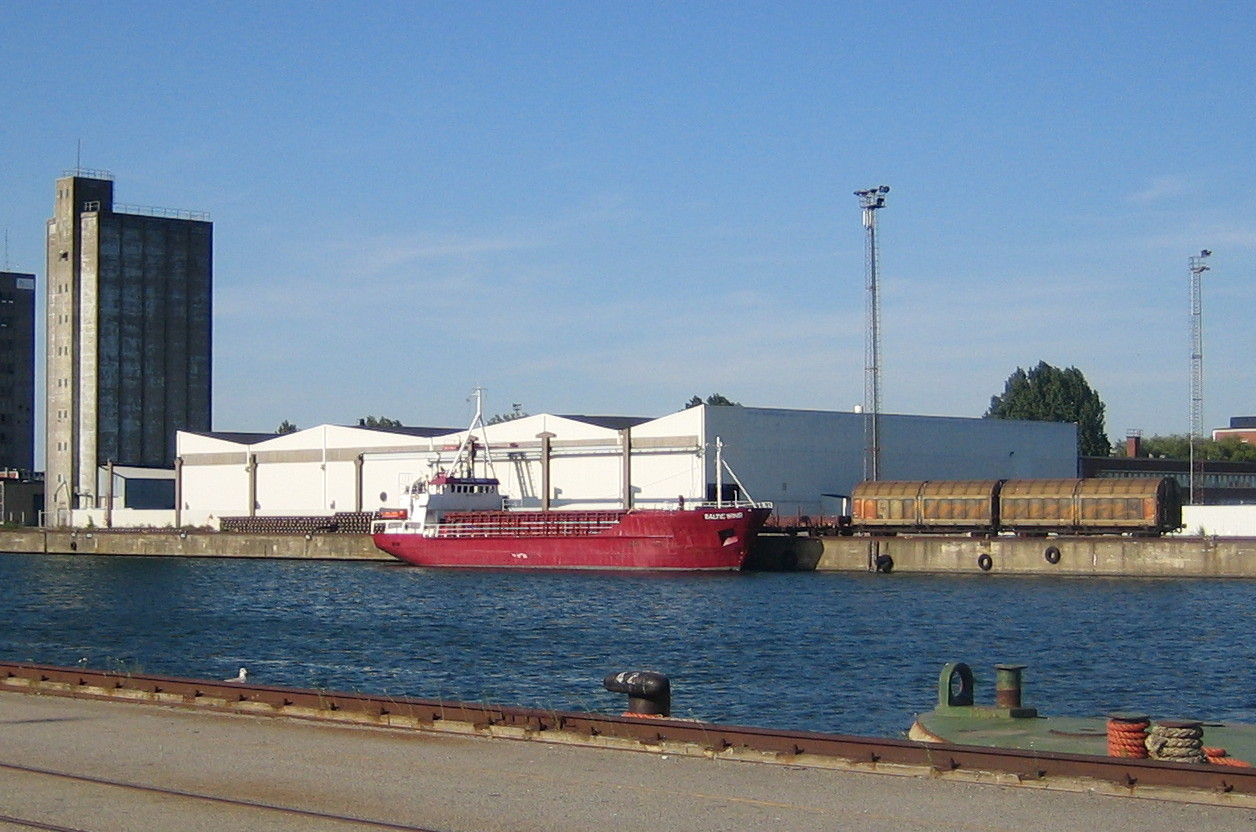
Гавань Мальме
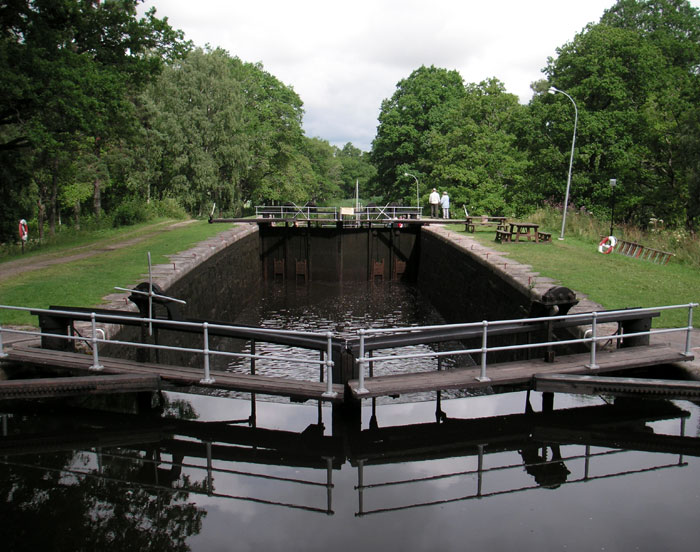
Канал Єлмарен у центральній Швеції

Морський торговий флот країни, станом на 2010 рік, складався з 135 морських суден з тоннажем більшим за 1 тис. реєстрових тонн (GRT) кожне (42-ге місце у світі), з яких: балкерів — 4, суховантажів — 16, інших вантажних суден — 1, танкерів для хімічної продукції — 15, пасажирських суден — 5, вантажно-пасажирських суден — 36, нафтових танкерів — 11, ролкерів — 30, автовозівів — 17. Загальний тоннаж торгового флоту 1978 року становив 6,8 млн реєстрових тонн.
Станом на 2010 рік, кількість морських торгових суден, що ходять під прапором країни, але є власністю інших держав — 35 (Данії — 4, Естонії — 3, Фінляндії — 16, Німеччини — 3, Ірландії — 1, Італії — 5, Норвегії — 3); зареєстровані під прапорами інших країн — 189 (Багамських Островів — 11, Барбадосу — 4, Бермудських Островів — 14, Канади — 2, Островів Кука — 3, Кіпру — 5, Данії — 15, Фарерських Островів — 11, Фінляндії — 1, Франції — 4, Гібралтару — 11, Італії — 1, Ліберії — 12, Мальти — 1, Маршаллових Островів — 1, Нідерландів — 12, Норвегії — 27, Панами — 2, Португалії — 3, Сент-Вінсенту і Гренадин — 10, Сінгапуру — 11, Великої Британії — 28).

### Річковий
Загальна довжина судноплавних ділянок річок і водних шляхів, доступних для суден з дедвейтом понад 500 тонн, 2010 року становила 2 052 км (40-ве місце у світі). Канали і річки судноплавні для невеликих пароплавів і барж. Важливою складовою водної системи шляхів є озера Венерн і Веттерн на півдні, що поєднані каналами і річками з водами Балтійського і Північного морів.

## Трубопровідний
Загальна довжина газогонів у Швеції, станом на 2013 рік, становила 1 626 км.

## Міський громадський
У столиці країни, місті Стокгольм діє метрополітен.

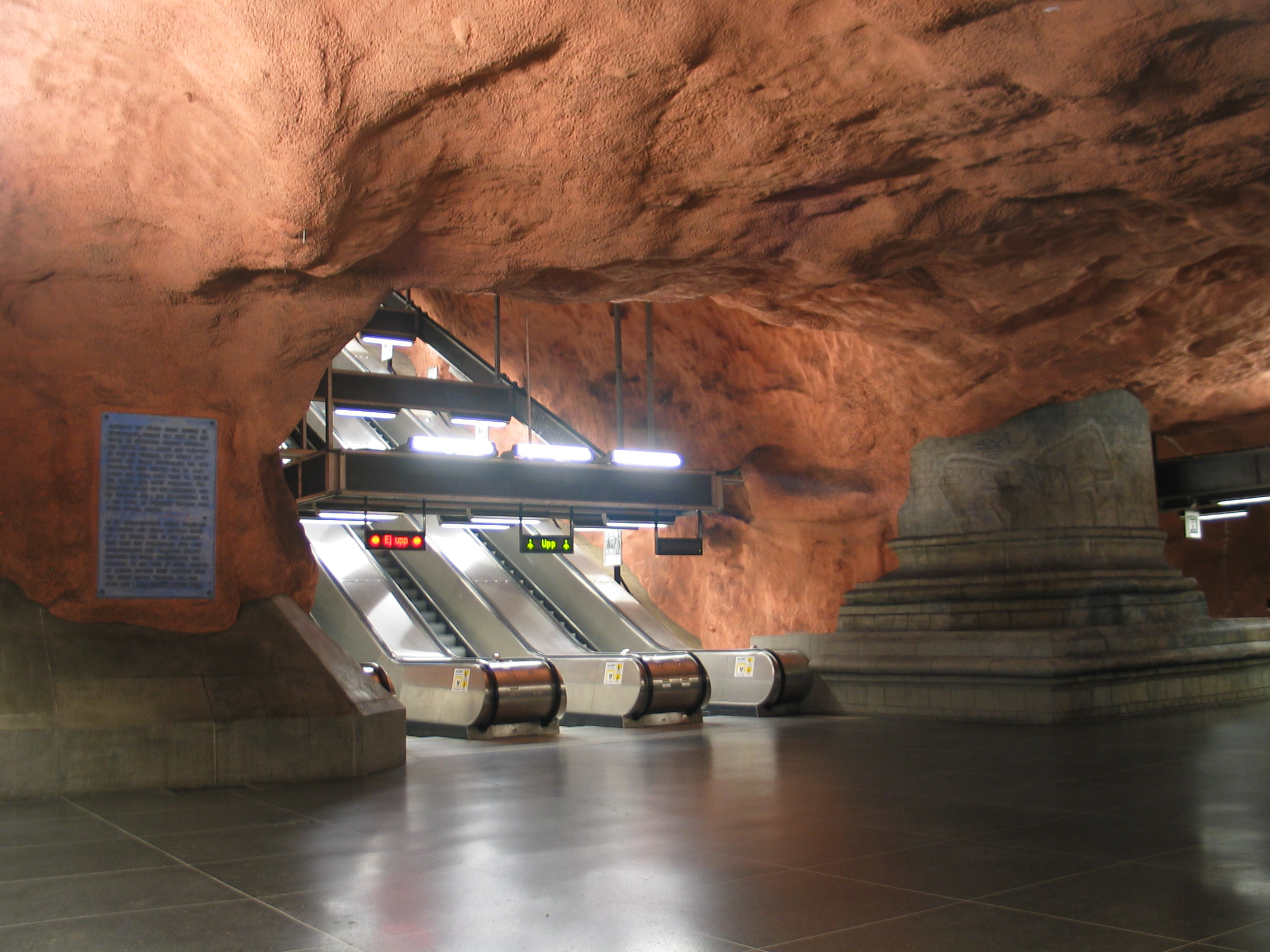
Станція Стокгольмського метрополітену

### Трамвай

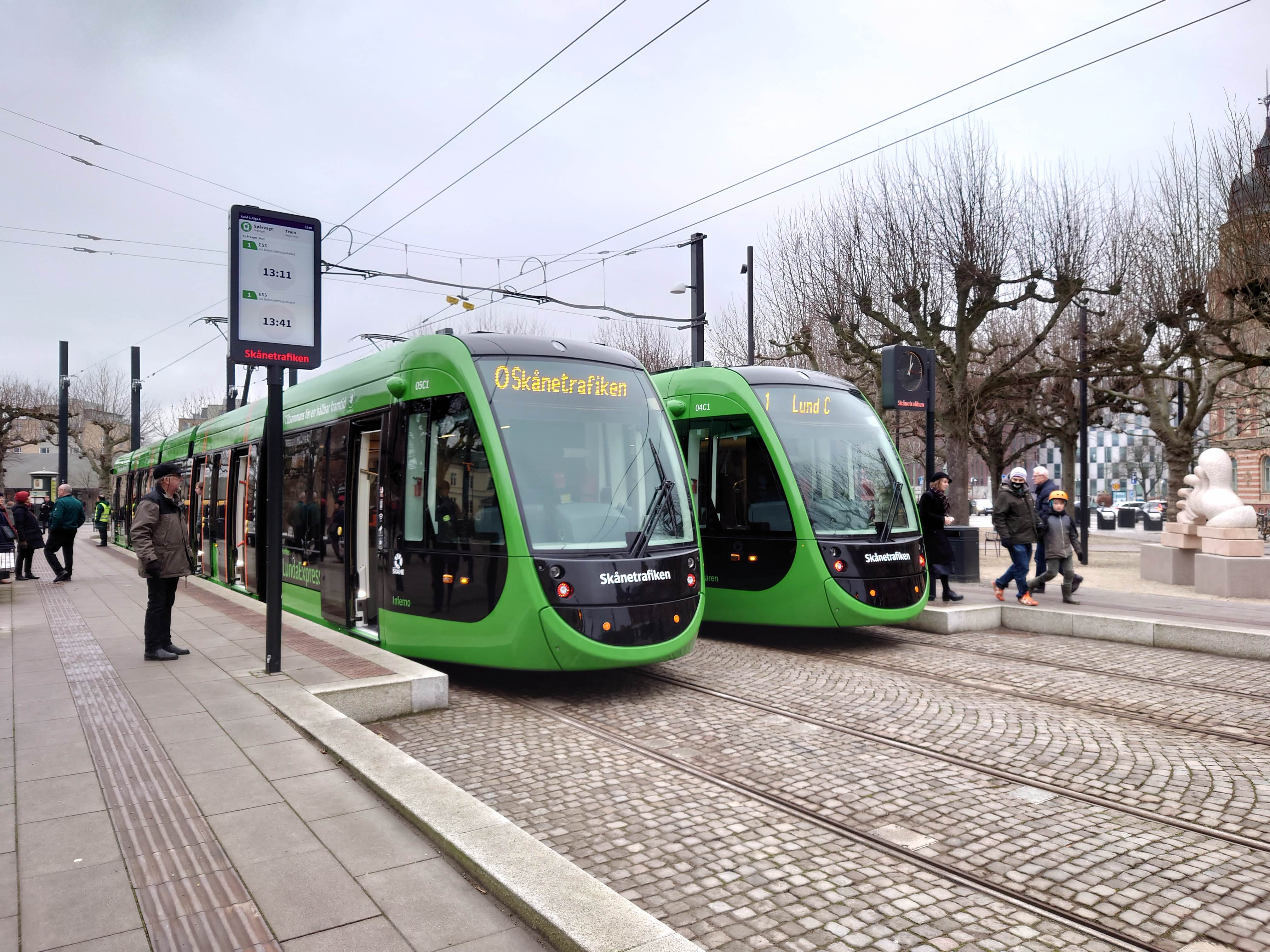
Лундський трамвай

Трамвайний рух діє в чотирьох містах Швеції: Гетеборзі, Стокгольмі,Норрчепінзі та   Лунді.
- У Гетеборзі діє найбільша трамвайна мережа в Скандинавії, протяжність лінії складає 80 км. Це майже половина з 195,5 км трамвайних колій Швеції.
- Стокгольм раніше мав велику трамвайну мережу, але розбудову цього транспорту припинили на користь автобусів і метрополітену. Відродження трамвайної мережі полягало в будівництві стокгольмської лінії «Tvärbanan») наприкінці 1990-х — на початку 2000-х років, окрім ліній «Nockebybanan», «Lidingöbanan», «Юргорден».
- Норрчепінг має досить невелику трамвайну мережу, яка поступово розширюється.
- Лундський трамвай — найсучасніша та наймолодша система в Швеції, яка відкрита 12 грудня 2020 року, а регулярний пасажирський рух розпочався 13 грудня 2020 року. Протяжність системи складає всього 5,5 км[7][8].

## Державне управління
Держава здійснює управління транспортною інфраструктурою країни через міністерство інфраструктури. Станом на 13 вересня 2016 року міністерство в уряді Стефана Ловена очолювала Анна Йоханссон.

### Українською
- Атлас. 10-11 клас. Економічна і соціальна географія світу / упорядники :  О. Я. Скуратович, Н. І. Чанцева. — К. : ДНВП «Картографія», 2010. — ISBN 978-966-475-639-3.
- Атлас світу / голов. ред. І. С. Руденко ; зав. ред. В. В. Радченко ; відп. ред. О. В. Вакуленко. — К. : ДНВП «Картографія», 2005. — 336 с. — ISBN 9666315467.
- Безуглий В. В. Економічна і соціальна географія зарубіжних країн : Навчальний посібник. — К. : ВЦ «Академія», 2007. — 704 с. — ISBN 978-966-580-239-6.
- Безуглий В. В., Козинець С. В. Регіональна економічна і соціальна географія світу : Навчальний посібник. — видання 2-ге, доп., перероб. — К. : ВЦ «Академія», 2007. — 688 с. — ISBN 966-580-144-9.
- Дахно І. І. Країни світу: Енциклопедичний довідник / І. І. Дахно, С. М. Тимофієв. — К. : Мапа, 2011. — 606 с. — (Бібліотека нового українця) — ISBN 978-966-8804-23-6.
- Дахно І. І. Економічна географія зарубіжних країн : навчальний посібник. — К. : Центр учбової літератури, 2014. — 319 с. — ISBN 978-611-01-0682-5.
- Дорошенко В. І. Географія транспорту : Навчальний посібник / В. І. Дорошенко, К. Д. Діденко. — К. : Київський нац. ун-т ім. Т. Шевченка, 2010. — 183 с. — ISBN 978-966-439-329-1.
- Дубович І. А. Країнознавчий словник-довідник. — 5-те вид., перероб. і доп. — К. : Знання, 2008. — 839 с. — ISBN 978-966-346-330-8.
- Економічна і соціальна географія країн світу : Навчальний посібник / За ред. С. П. Кузика. — Л. : Світ, 2002. — 672 с. — ISBN 966-603-178-7.
- Зарубіжна транспортна географія : навчальний посібник / уклад. : Петрашевський О. Л. и др. — К. : Національний транспортний університет, 2015. — 95 с. — ISBN 978-966-632-227-5.
- Юрківський В. М. Регіональна економічна і соціальна географія. Зарубіжні країни : Підручник. — К. : Либідь, 2001. — 416 с. — ISBN 966-06-0092-5.

### Англійською
- (англ.) Modern Transport Geography / Hoyle, B. and R. Knowles (eds). — Second Edition,. — London : Wiley, 1998.
- (англ.) Rodrigue, J-P. The Geography of Transport Systems. — Fourth Edition. — N. Y. : Routledge, 2017. — 440 с. — ISBN 978-1138669574.
- (англ.) Taaffe E. J., Gauthier H. L. and O'Kelly M. E. Geography of transportation. — Second Edition. — N. Y. : Prentice Hall, 1996. — ISBN 0-13-368572-1.
- (англ.) Black, W. Transportation: A Geographical Analysis. — N. Y. : Guilford, 2003.

### Російською
- (рос.) Максаковский В. П. Географическая картина мира. Книга I: Общая характеристика мира. — М. : Дрофа, 2008. — 495 с. — ISBN 978-5-358-05275-8.
- (рос.) Максаковский В. П. Географическая картина мира. Книга II: Региональная характеристика мира. — М. : Дрофа, 2009. — 480 с. — ISBN 978-5-358-06280-1.
- (рос.) Физико-географический атлас мира. — М. : Академия наук СССР и главное управление геодезии и картографии ГГК СССР, 1964. — 298 с.
- (рос.) Шаповал Н. С. Транспортная география и транспортные системы мира : учебное пособие. — К. : Центр учбової літератури, 2006. — 188 с. — ISBN 000-0000-00-4.
- (рос.) Экономическая, социальная и политическая география мира. Регионы и страны / под ред. С. Б. Лаврова, Н. В. Каледина. — М. : Гардарики, 2002. — 928 с. — ISBN 5-8297-0039-5.
- (рос.) Энциклопедия стран мира / глав. ред. Н. А. Симония. — М. : НПО «Экономика» РАН, отделение общественных наук, 2004. — 1319 с. — ISBN 5-282-02318-0.